# Дивізія «Герман Герінг»
1-ша парашу́тно-та́нкова диві́зія «Ге́рман Ге́рінг» (нім. Fallschirm-Panzer-Division 1. Hermann Göring) — змішана дивізія, одне з найелітніших з'єднань Збройних сил Третього Рейху, що організаційно входила до складу Люфтваффе. Створене на базі поліцейського батальйону (нім. Abteilung) після приходу нацистів до влади у 1933 році, за період свого існування було розгорнуто до танкового корпусу. Поряд з деякими з'єднаннями Вермахту і військ СС, дивізія «Герман Герінг» стало однією з найславетніших військових формувань Третього рейху.
За кількістю кавалерів Лицарського хреста з'єднання «Герман Герінг» входить до п'ятірки лідерів серед військових формувань сухопутних військ Третього рейху.

## Історія

### Формування батальйону та виконання поліцейських функцій

Прапор земельної поліції. 1936—1945

Штандарт групи земельної поліції «Герман Герінг». (Landespolizeigruppe General Göring). 1935

Після перемоги лідера НСДАП Адольфа Гітлер на виборах 1933 року, коли він був призначений рейхсканцлером Веймарської республіки, Герман Герінг отримав пост міністра внутрішніх справ Німеччини і особисто очолив поліцію. Відразу ж у складі прусської державної поліції було створений особливий підрозділ — поліцейський батальйон спеціального призначення «Векке» (нім. Polizei-abteilung zbv Wecke). Частина отримала найменування за прізвищем свого командира — майора поліції Векке.
Батальйон, до складу якого входило 414 осіб, комплектувався поліцейськими з числа співчутливих НСДАП. З перших днів батальйон брав участь в репресіях проти комуністів, зокрема, в лютому 1933 року зробив наліт на штаб-квартиру КПН у Берліні — «Будинок Карла Лібкнехта». У грудні 1933 року, після присвоєння Герінгу звання генерала, батальйон був перейменований на групу земельної поліції «Генерал Герінг» (нім. Landespolizeigruppe General Göring).
До квітня 1935 року частина реорганізована в полк «Генерал Герінг» (нім. Regiment «General Göring»). З часу свого створення підрозділ виконував також функції особистої охорони Германа Герінга, зокрема, несло охорону його особистої резиденції. Комплектування полку «Генерал Герінг» здійснювалося уродженцями всіх німецьких земель за добровольчим принципом. Кандидати проходили суворий відбір, до складу частини зараховувалися лише військовослужбовці, які відповідали наступним вимогам: вік — 18-25 років, зріст — не менше 168 см, німецьке підданство, бажання служити в армії і придатність до несення військової служби, арійське походження, відсутність приводів до поліції; претендент повинен бути неодруженим та не перебувати під слідством; крім того, потрібно було підтвердити свою вірність націонал-соціалістичній державі.
У роки війни до цього була додана ще одна умова — той, що вступав до частини, повинен був дати підписку про службу як мінімум протягом 12 років. Ці вимоги залишалися в силі до 1942 року: пізніше, в міру зростання втрат в ході війни, військовослужбовці люфтваффе та вермахту просто переводилися з інших частин до складу підрозділів дивізії «Герман Герінг». Поряд з частинами Ваффен-СС, дивізія мала пріоритет в отриманні новітніх зразків зброї та озброєння протягом свого існування.
Влітку 1934 Ернст Рем своїми діями почав створювати загрозу для Гітлера, за його наказом група земельної поліції «Генерал Герінг» та елітні загони рейхсфюрера СС Гіммлера Лейбштандарте-СС «Адольф Гітлер» приступили до фізичного знищення верхівки СА.
Під час «ночі довгих ножів», вояки Герінга та Гіммлера стратили багато лідерів СА, ліквідувавши у зародку загрозу єдиновладному правлінню Адольфа Гітлера.
16 березня 1935 року Німеччина порушуючи умови Версальського договору оголосила про створення повноцінних збройних сил. Головнокомандувачем створеними військово-повітряними силами — люфтваффе — став генерал авіації Герман Герінг.

### Люфтваффе
24 вересня 1935 року полк «Генерал Герінг» вивели зі складу прусської поліції та передали до складу люфтваффе.
Спочатку на нього покладалися лише церемоніально-вартові функції: він брав участь в парадах і військових ходах, ніс охорону найважливіших об'єктів люфтваффе і супроводжував Германа Герінга. У жовтні 1935 року у складі полку був сформований парашутний батальйон — перший парашутно-десантний підрозділ Німеччини. У березні 1936 року окремі підрозділи полку брали участь в занятті Рейнської демілітаризованої зони.
Упродовж 1936—1937 років полк реорганізовано на потужний зенітний підрозділ. Полк «Генерал Герінг» отримує на озброєння новітні зенітні гармати — важкі 10.5 cm FLAK 38/39, 8,8 cm FLAK 36/37 і легкі 3.7 cm FLAK 36/37, 2 cm FLAK 30/38/flakvierling.
Зі складу полку виділений зенітний дивізіон ставки фюрера (нім. Fuhrer-flak-abteilung). На нього покладалося завдання протиповітряної оборони рейхсканцелярії, численних головних ставок Гітлера, а також його особистої резиденції та штабного поїзда. У березні 1938 року полк бере участь в аншлюсі Австрії, потім в жовтні того ж року — в анексії Судетської області Чехословаччини. У липні 1938 року парашутний батальйон був виведений зі складу полку — на його базі було почато формування 7-ї повітряної дивізії люфтваффе.
Останньою операцією полку, проведеної до початку Другої світової війни, стала остаточна окупація Чехословаччини в березні 1939 року. Полк «Генерал Герінг» здійснив захоплення і подальшу охорону стратегічно важливих заводів концерну «Шкода».

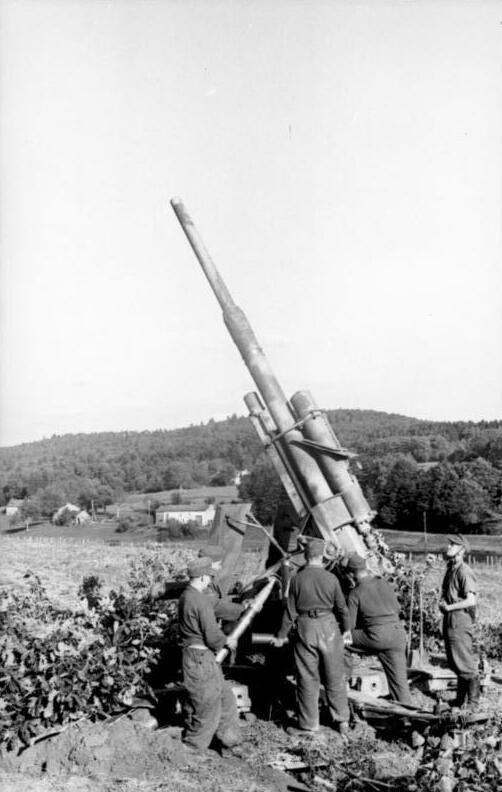
88 мм FlaK 36/37

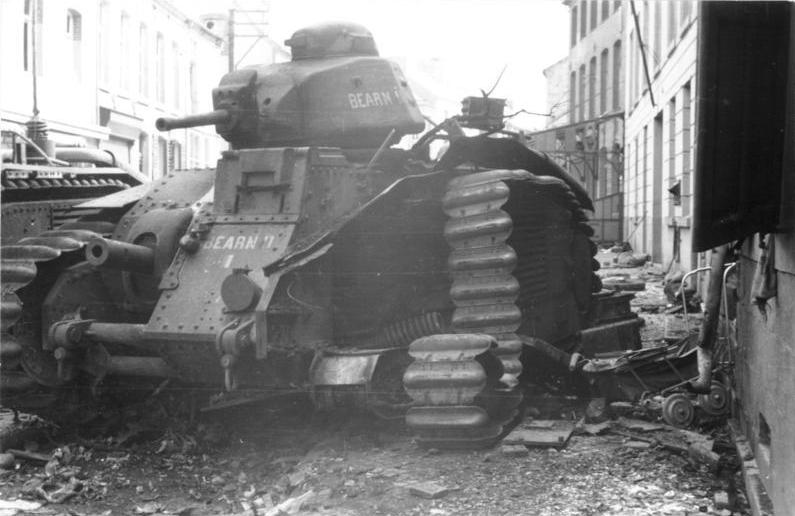
Підбитий танк B-1bis, Французька компанія, травень 1940

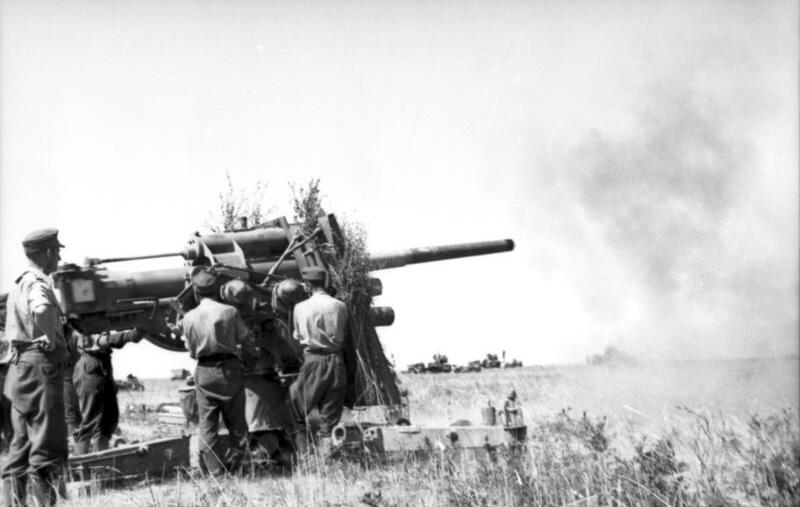
Обслуга 88 мм FlaK 36/37 під час відбиття танкової атаки, Україна, літо 1941

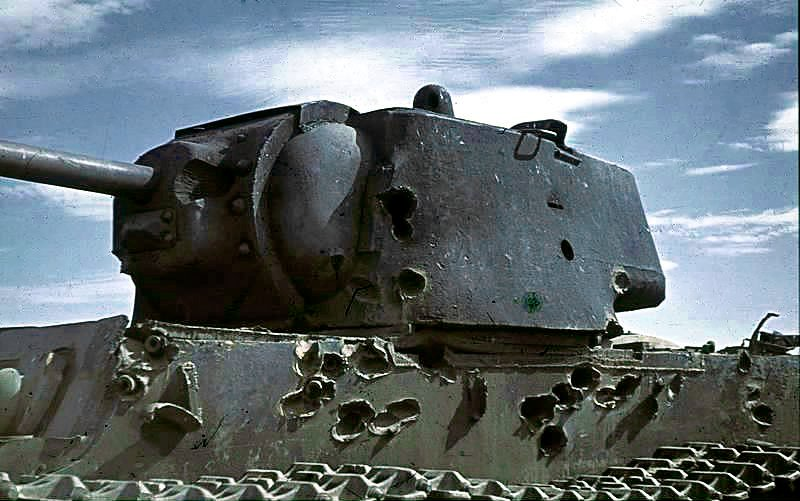
Підбитий КВ-1 зі слідами від протитанкових снарядів. Лише 88-мм зенітні гармати, які були на озброєнні полку «Герман Герінг» були спроможні підбити КВ-1

### Друга світова війна

#### Бліцкриги 1939—1941
З початком Другої світової війни впродовж вересня 1939 — березня 1940 полк дислокується в Берліні і відповідає за протиповітряну оборону столиці рейху. Навесні 1940 року полк «Генерал Герінг» перекидається до німецько-голландського кордону. Окремі частини полку (до трьох рот), зведені в «бойову групу Клюге» (нім. Kampfgruppe Kluge) під командуванням капітана Клюге брали участь в Дансько-Норвезькій операції вермахту.
Під час французької кампанії полк був роздільний на невеликі автономні «бойові групи» (нім. Kampfgruppen), додані танковим дивізіям вермахту як посилення. Як правило, до складу такої групи входили: моторизовані важкі і легкі зенітні батареї, рота мотопіхоти, мотоциклісти. Саме у цій кампанії набуло широкого використання важких 88-мм зенітних гармат FLAK 36/37 як протитанкові засоби, оскільки лише вони могли ефективно боротися з французькими та британськими танками з протиснарядною бронею (S 35, B-1bis, Mk II Matilda II), невразливі для снарядів німецьких танків.
Зенітники «Генерал Герінг» в такого роду боях відзначалися особливою доблестю, тому після закінчення кампанії полк узяв участь в параді в Парижі і супроводжував Гітлера при підписанні перемир'я в Комп'єнському лісі. До кінця 1940 року, в період битви за Британію, полк відповідав за протиповітряну оборону Парижа і узбережжя Ла-Маншу. У грудні 1940 року полк повернувся до Берліна. У квітні 1941 року полк був перекинутий до Румунії для оборони нафтових родовищ Плоєшті.
При підготовці до операції «Барбаросса» «Генерал Герінг» входить до складу 2-го зенітного корпусу (нім. II Flak Korps), доданого 1-й танковій групі генерала-полковника Клейста групи армій «Південь». Доданий 11-й танковій дивізії вермахту, полк брав участь у великій танковій битві під Бродами, де успішно протистояв новітнім радянським танкам КВ і Т-34, броню яких не пробивали німецькі протитанкові гармати.
Потім в ході наступу вермахту на Правобережній Україні, 11-та танкова дивізія спільно з полком була передана 6-й армії для участі в операції по оточенню Південно-Західного фронту. 25 серпня 1941 року дивізія форсувала Дніпро північніше за Київ і створила плацдарм на лівому березі річки. Полк відповідав за протиповітряну і протитанкову оборону переправи. У вересні 1941 року, після завершення оточення радянських військ, брав участь в зачісці «київського котла». Разом з цим, у ході літньо-осінніх боїв 1941 року полк зазнав великих втрат в живій силі і техніці, тому був виведений із зони ведення активних бойових дій і відправлений до Німеччини для поповнення.

#### Франція, Північна Африка та Сицилія (1942—1943)

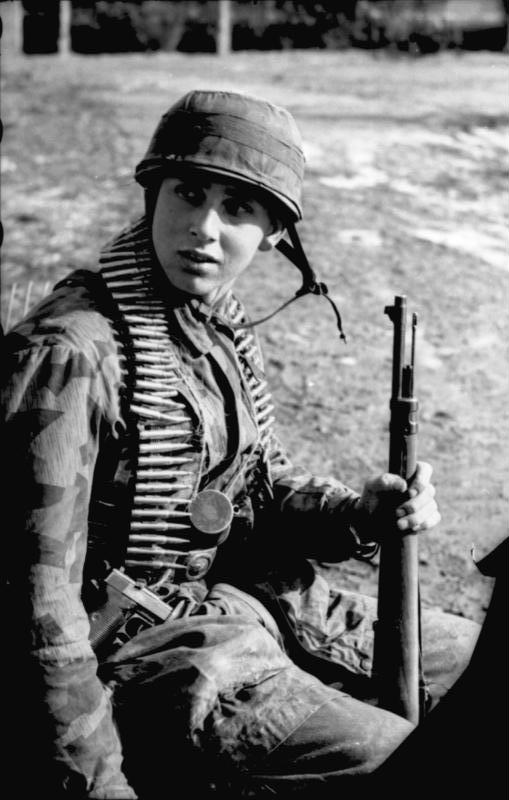
Парашутист штурмового полку «Герман Герінг», Туніс, 1943

У Німеччині полк «Генерал Герінг» відповідав за ППО Мюнхена, а потім був перекинутий до Франції. У травні 1942 року з наказу рейхсмаршала Герінга почалося розгортання полку до бригади «Герман Герінг» (нім. Brigade Hermann Göring). Зенітний полк був реорганізований і отримав як посилення дивізіон польової артилерії. Окрім цього, було почато формування піхотного полку, куди прямували кадри з обслуговчого персоналу люфтваффе.
Але вже у жовтні 1942 року було ухвалено перевести бригаду на штат танкової дивізії. Нове з'єднання отримало найменування дивізія «Герман Герінг» (нім. Division Hermann Göring). До складу дивізії був включений штурмовий парашутний полк. Дивізія комплектувалася добровольцями з люфтваффе і вермахту. Були направлені дослідні танкові екіпажі, які допомагали новобранцям освоїти техніку, що поступала на озброєння.
8 листопада 1942 року англо-американські війська провели операцію «Торч» («Смолоскип»), в результаті якої північноафриканські колонії вішістської Франції були захоплені союзниками. У відповідь німецькі війська провели окупацію підконтрольних Віші «вільних зон» у Франції. Частини «Герман Герінг» здійснили захват департаменту Ланди в Аквітанії. Водночас найбоєздатніший підрозділ дивізії — штурмовий полк «Герман Герінг» був включений до складу 10-ї танкової дивізії та терміново перекинутий до Тунісу з метою недопущення туди військ союзників. В результаті запеклих боїв в листопаді-грудні 1942 року німецькі війська закріпилися в Тунісі. Пізніше там була організована група армій «Африка». Протягом лютого 1943 року деякі найбільш підготовлені частини дивізії «Герман Герінг» були також відправлені до Тунісу. Там вони були об'єднані в «бойову групу Шмід» (нім. Kampfgruppe Schmid) під командуванням генерал-майора Шміда. Впродовж декількох місяців, до капітуляції в травні 1943 року, солдати групи вели важкі бої з чисельно переважаючим і більш оснащеним противником. До травня 1943 року, в результаті дій авіації і ВМС союзників, німецьке угрупування в Тунісі було остаточне відрізане від постачання матеріальними ресурсами, евакуація поранених до Європи стала неможливою. Не зважаючи на це, німецькі солдати відчайдушно билися:
Наші танки і артилерія знищені. Немає палива і боєприпасів. Ми битимемося до останнього.
Коли у них закінчувалися боєприпаси, солдати знищували важке озброєння і особисту зброю і здавалися в полон. Найостаннішими в Тунісі капітулювали підрозділи дивізії «Герман Герінг».
Разом з цим продовжувалося прискорене формування нової танкової дивізії «Герман Герінг» (нім. Panzer-division «Hermann Göring»). Дивізія комплектувалася на основі тилових і запасних частин старого з'єднання, що базувалися на території Франції, Голландії і Німеччини. До червня 1943 року дивізія була перекинута до Сицилії і поряд з 15-ю танковою гренадерською дивізією вермахту стала основною ударною силою італо-німецького угрупування на острові. Дивізія була добре укомплектована важким озброєнням, проте в моторизованих полках не вистачало автотранспорту, штатна чисельність полків відповідала на ділі штатам батальйонів. Також позначився недостатній рівень підготовки командного складу дивізії середньої ланки. Так, вже в ході боїв були замінені два з п'яти командирів полку.
У ніч на 10 липня 1943 року війська союзників почали здійснювати десантну операцію в Сицилії (операція «Хаскі»). Проте вранці, в результаті масованої танкової контратаки дивізії «Герман Герінг» за підтримці роти «тигрів», американські частини були притиснуті до моря поблизу міста Джела і лише завдяки підтримці великокаліберної корабельної артилерії висадка не закінчилася катастрофою для 7-ї армії США. Проте, зважаючи на вдалу висадку 8-ї британської армії генерала Монтгомері і захвату Сіракуз і Аугусти виникла загроза оточення німецьких військ. Ситуація ускладнювалася тим, що не зважаючи на доблесть окремих частин, італійські підрозділи масово залишали бойові позиції.
До 15 липня 1943 року німецькі дивізії і залишки 6-ї італійської армії, об'єднані в 14-й танковий корпус вермахту, відійшли на північно-східну частину острова і зайняли оборону в гірській місцевості поблизу Етни. Одночасно почалася підготовка до евакуації військ Осі на материк. Протягом місяця продовжувалася оборона «лінії Етна», в цей час через Мессінську протоку здійснювалася планомірна евакуація особового складу, техніки, боєприпасів і предметів постачання. Відведення військ було здійснене за шість діб, і 17 серпня 1943 року частини дивізії «Герман Герінг», останніми з італо-німецького угрупування, залишили Сицилію.

#### Кампанія в Італії (1943—1944)

Карта оборонних рубежів Зимової лінії

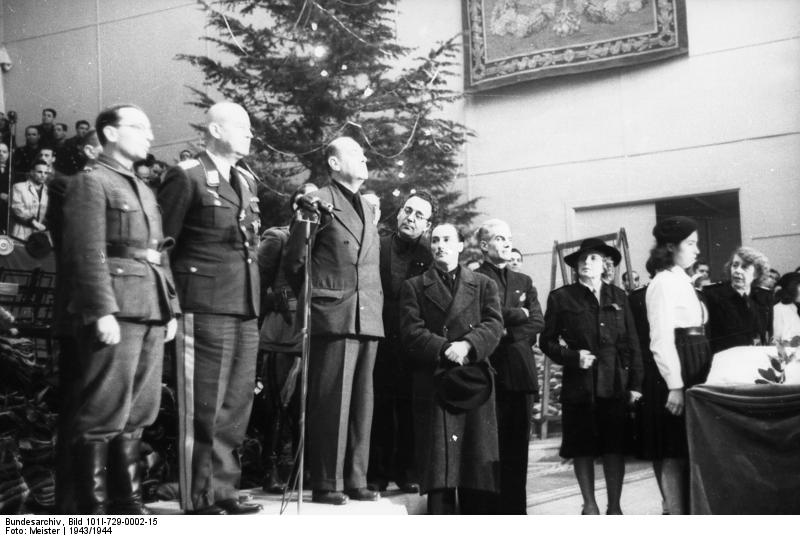
Офицери дивізії «Герман Герінг» зустрічають Різдво, грудень 1943, Італія

Після відходу з Сицилії дивізія була переведена в район Неаполя, де продовжувалося її доукомплектування особовим складом і озброєнням. Відпочинок був недовгим, і 8 вересня 1943 прем'єр-міністр Італії П. Бадальо, що очолив уряд після скидання Муссоліні, оголосив про капітуляцію Італії. 9 вересня 1943 року почалася висадка союзників в Салерно. Дивізія «Герман Герінг» увійшла до складу 10-ї армії і брала участь в контратаці військ, що захопили плацдарм. Проте, не зважаючи на первинний успіх, всі німецькі удари були відбиті, у тому числі завдяки підтримці десанту корабельною артилерією. Німецькі війська почали повільний відхід, ведучи важкі ар'єргардні бої з перевершуючими силами союзників.
1 жовтня 1943 року англійські частини зайняли Неаполь, а 6 жовтня 10-та німецька армія зайняла оборону на «лінії Вольтурно» уздовж однойменної річки — першою з декількох ліній німецьких оборонних зміцнень, що захищають Рим. Бої прийняли позиційний характер, союзники несли великі втрати, видавлюючи німецькі війська з одного оборонного рубежу на іншій.
У цих умовах верховне командування англо-американських сил взяло рішення про проведення великомасштабної десантної операції в тилу німецького укріпрайону. Передбачаючи подібну висадку, командувач групою армій «C» генерал-фельдмаршал Кессельрінг в січні 1944 року розпорядився про відведення чотирьох моторизованих дивізій з лінії фронту і створення мобільного резерву в тиловій зоні оборони. Дивізія «Герман Герінг» була включена до цього списку тому що мала величезний бойовий досвід і була одним з найкращих німецьких з'єднань в Італії.
У середині січня 1944 союзні війська переходять в наступ — починається битва при Монте-Кассіно, 22 січня 1944 року 6-й корпус США здійснив висадку десанту в Анціо, в тилу «лінії Густава». Висадка пройшла успішно, американські бойові розвідувальні групи вже цього ж дня дійшли до передмістя Риму, проте командування корпусу діяло дуже повільно. Німецьке командування швидко перекинуло в район плацдарму частину своїх резервів і втягнулася в зустрічний бій.
Дивізія «Герман Герінг», що брала участь в цих боях, діяла успішно і була відмічена в офіційних комюніке вермахту. Так, 29 січня 1944 року підрозділами дивізії було знищено три батальйони рейнджерів США. В результаті, до середини лютого, два штурми «лінії Густава» були відбиті, а плацдарм в Анціо був успішно блокований.
Наприкінці лютого 1944 року дивізія була відведена до Тоскани для переформування. У березні 1944 року союзники здійснили третю спробу штурму «лінії Густава», але знову невдало. У травні, напередодні висадки в Нормандії, союзне командування розпочало новий наступ з метою захвату Риму і остаточного розгрому німецького угрупування в Італії.
12 травня 1944 року була прорвана «лінія Густава», а 22 травня 1944 року американські війська прорвали оборону 14-ї німецької армії в Анціо і вийшли в тил «лінії Гітлера» — останнього оборонного рубежу, що прикривав Рим. Виникла загроза оточення військ групи армій «С». Дивізія «Герман Герінг», тільки лише перейменована на «парашутно-танкову дивізію „Герман Герінг“» (нім. Fallschirm-panzer-division Hermann Göring) була на той момент єдиним мобільним резервом, проте здійснивши марш-кидок в денний час, піддалася масованим авіаударам союзної авіації. Але, завдяки цьому посиленню війська 14-ї армії змогли затримати противника, не допустивши його прориву на оперативну глибину.
У цих умовах німецькі війська були вимушені без бою здати Рим і почали відступ до Тоскани, де був обладнаний новий оборонний рубіж — «Готська лінія». До середини липня 1944 року дивізія «Герман Герінг» зайняла позиції на південь від Флоренції, але вже 15 липня отримала наказ про термінову передислокацію на Східний фронт.

#### Східний фронт

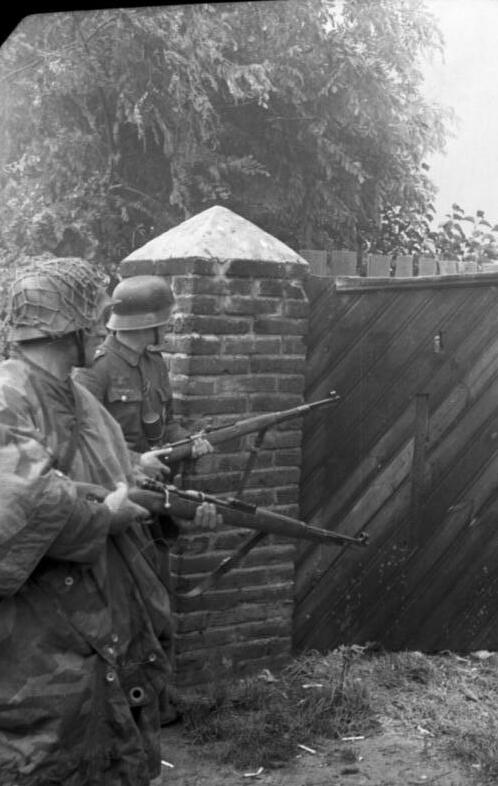
Солдати дивізії «Герман Герінг» на вулицях Варшави, 1944

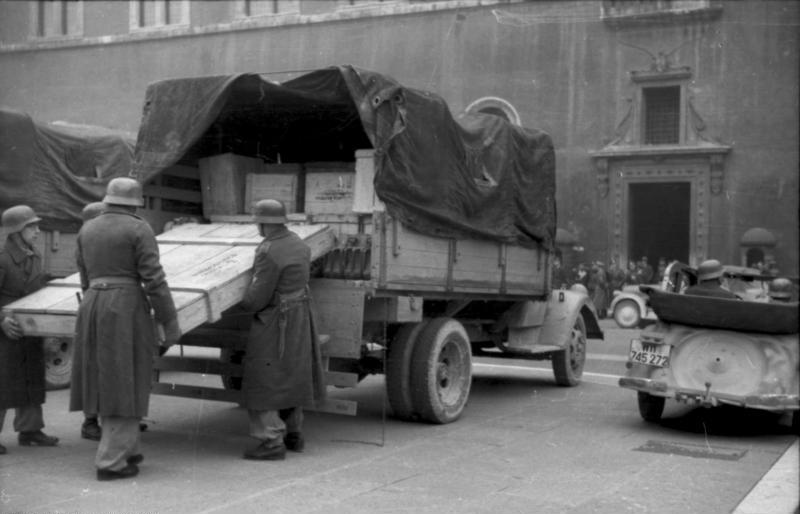
Німецькі війська вивозять твори мистецтва з Монте-Кассіно

Основною причиною поспішного перекидання дивізії на радянсько-німецький фронт послужив розгром німецької групи армій «Центр» в результаті операції «Багратіон». У ході її проведення Червона Армія повністю звільнила Білорусь, вийшла до кордонів Східної Пруссії, увійшла до Литви, Латвії і Польщі. Для ліквідації прориву німецьке командування стягувало на цю ділянку ударні танкові з'єднання: дивізії СС «Мертва голова» і «Вікінг», дивізію Люфтваффе «Герман Герінг», об'єднавши їх в 3-й танковий корпус.
Те, яке значення віддавали керівники Третього рейху цим боям, видно із звернення Г. Герінга, відразу після невдалого замаху на життя А. Гітлера:
Мій фюрер! Тепер ми знаємо, чому наші непереможні армії відступають на сході. Їх зрадили власні генерали. Але моя непереможна дивізія «Герман Герінг» виправить становище!..
24 липня 1944 року частини 2-ї танкової армії 1-го Білоруського фронту опанували великим адміністративним центром Польщі — Любліном. Продовжуючи наступ, 2-га танкова армія 31 липня 1944 року вийшла до передмістя Варшави на правому березі Вісли — Празі.
1 серпня 1944 року у Варшаві почалося повстання, підняте Армією Крайовою за вказівкою польського уряду у вигнанні. Енергійні контрзаходи, проведені командувачем групи армій «Центр», дали результат: для придушення Варшавського повстання була створена "оперативна група «фон дем Бах», що об'єднала під командуванням обергрупенфюрера і генерала військ СС фон дем Бах-Зельовськи каральні і поліцейські частини СС, посилені важкою артилерією. Одночасно було завдано контрудару силами 3-го танкового корпусу, у складі якого була дивізія «Герман Герінг», по 2-й танковій армії генерал-полковника С. Богданова, що відірвалася від основних сил. У важких зустрічних боях був розбитий радянський 3-й танковий корпус 2-ї танкової армії і зупинений прорив радянських військ на рубежі річки Вісла.
Дивізія знов відзначилася в цих боях і була відмічена командуванням: генерал-фельдмаршал Вальтер Модель доповідав, що Варшаву вдалося утримати лише завдяки діям дивізії „Герман Герінг“. Затримка наступу радянських військ на підступах до Варшави робила неминучою поразку польських повстанців. Позбавлені підтримки, загони Армії Крайової у Варшаві 3 жовтня 1944 року капітулювали.
Існує думка, вперше висунута В. Черчиллем, про те, що наступ 1-го Білоруського фронту було припинено навмисно за вказівкою Сталіна для того, щоб усунути противників наміченого встановлення радянського контролю над Польщею.
У цих боях загинув племінник рейхсмаршала, капітан Гейнц Герінг, який проходив військову службу в лавах дивізії.
До жовтня 1944 року дивізія дислокувалася в районі Варшави. 1 жовтня 1944 року був отриманий наказ про розгортання дивізії в парашутно-танковий корпус «Герман Герінг» (нім. Fallschirm-panzerkorps Hermann Göring). Для цього в Східній Пруссії організовувалася запасна навчальна бригада «Герман Герінг», куди прямувало поповнення з люфтваффе і вермахту. Одночасно розгорталася 2-га парашутно-танкова гренадерська дивізія «Герман Герінг».
Вже через 20 днів частково сформованому корпусу знов довелося відбивати радянський наступ у Східній Пруссії, куди він був перекинутий. 16 жовтня 1944 року війська 3-го Білоруського фронту почали проведення Гумбінненської операції з метою виходу радянських військ до Кенігсберга, а також як допоміжна операція при здійсненні наступу РСЧА в Прибалтиці. Головний удар завдавався силами 11-ї гвардійської армії з доданим їй 2-м гвардійським танковим корпусом.
Прорвавши першу лінію німецької оборони, радянські війська вийшли до річки Пісса, по якій проходив другий оборонний рубіж. Основні бої проходили за міцно укріплені опорні пункти Шталлупенен і Гумбіїннен, де тримали оборону 1-ша та 2-га танкові гренадерські дивізії корпусу «Герман Герінг». Виснаживши протягом кількох днів радянські війська, що наступали, 22 жовтня 1944 року парашутно-танковий корпус за підтримки 5-ї танкової дивізії Вермахту і танкової гренадерської бригади „Фюрер“ завдав контрудару по частинах 11-ї гвардійської армії, що прорвалися. Вже наступного дня, за наказом командуючого фронтом генерала армії І. Д. Черняховського радянські війська перейшли до оборони і почали відхід на 10-15 кілометрів. Зазнавши великих втрат, корпус зумів зупинити перший радянський наступ на Східну Пруссію.
У жовтневих боях корпус «Герман Герінг» зазнав великих втрат, його дивізії фактично перетворилися на бойові групи, які не поповнювалися своєчасно технікою і особовим складом. Пауза в бойових діях, що виникла в листопаді-грудні 1944 року, дозволила виправити наявне становище. У підрозділи корпусу поступили танки «Пантера», винищувачі танків Jagdpanzer IV, різні типи штурмових гармат та реактивних мінометів.

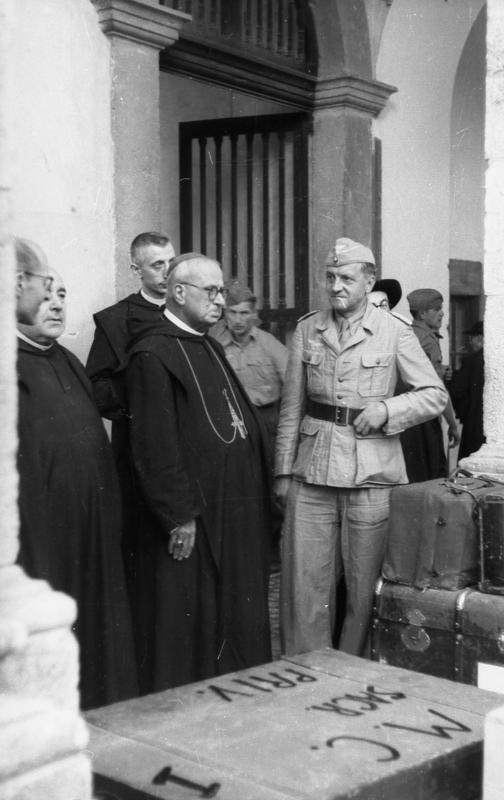
Евакуація творів мистецтва з монастиря Монте-Кассіно. Італія. 1943

До січня 1945 року парашутно-танковий корпус відновив боєздатність, хоча він так і не був укомплектований до штатної чисельності. У середині січня надійшла вказівка про перекидання корпусу зі Східної Пруссії в район польського міста Радом. Проте, почали передислокуватися лише 1-ша танкова дивізія «Герман Герінг» і деякі частини корпусного підпорядкування: розпочався наступ радянських військ. За десять днів боїв Східна Пруссія була відрізана від решти території Німеччини, і 2-га парашутно-танкова гренадерська дивізія «Герман Герінг» опинилася в «котлі». Протягом лютого-березня 1945 року ця дивізія вела запеклі бої і 25 березня 1945 року була евакуйована з Піллау в Штеттін. За 2,5 місяці боїв 2-га парашутно-танкова гренадерська дивізія «Герман Герінг» і частини корпусного підпорядкування втратили до 75 % особового складу і все важке озброєння. У квітні 1945 року залишки 2-ї дивізії були переведені для переформування в місто Ютербог, неподалік від Берліна. Не маючи реальної сили, вона фактично існувала лише на папері.
Під час перекидання 1-ї танкової дивізії «Герман Герінг» розпочалася Вісло-Одерська операція Червоної армії. Підрозділи дивізії вводилися в бій по частинах на різних ділянках фронту. Першими, під Лодзем, прийняли удар частини зенітного полку «Герман Герінг», але зупинити наступ 1-ї гвардійської танкової армії генерал-полковника М. Ю. Катукова не змогли. Моторизовані полки 1-ї дивізії «Герман Герінг» брали участь в обороні Познані і попали в оточення, з якого вийшли до лютого 1945 року.
На рубежі річки Одер німецькі війська спробували організувати міцну оборону. Всі підрозділи 1-ї танкової дивізії „Герман Герінг“ були знову об'єднані, частково відтворені корпусні частини. У лютому-березні 1945 року зав'язалися важкі бої за володіння Сілезією. Під час проведення 1-м Українським фронтом під командуванням маршала І. С. Конева Нижньо-Сілезької і Верхньо-Сілезької наступальних операцій німецькі війська були вибиті з найважливішого промислового району Третього рейху і відкинуті до Саксонії. У ході боїв у Сілезії частинами танкової дивізії „Герман Герінг“ була розгромлена 1-ша танкова дивізія Війська Польського. Це був останній успіх підрозділів дивізії „Герман Герінг“. Ведучи протягом квітня 1945 року позиційні бої в районі Дрездена, солдати частин „Герман Герінг“ склали зброю після підписання капітуляції збройних сил Німеччини.

## Воєнні злочини, скоєні службовцями дивізії
У ході бойових дій в Європі військовослужбовцями дивізії «Герман Герінг» була скоєна низка воєнних злочинів. Згідно з британською доповіддю «Німецькі репресії проти партизан в Італії» (англ. UK-66 «German reprisals for Partisan activities in Italy»), опублікованому в 1946 році, солдати дивізії були причетні до здійснення ряду воєнних злочинів проти мирних мешканців в Італії. Так, після вбивства партизанами трьох військовослужбовців дивізії в селі Чивітелла-ін-Валь-ді-К'яна, як міра відплати 29 червня 1944 року було вбито 212 жителі у віці від 1 року до 84 років. Понад 100 будинків було знищено вогнем, причому частина жителів були спалена живцем в своїх будинках. Подібні репресії проводилися з санкції командувача групою армії „С“ генерал-фельдмаршала А. Кессельрінга.
Разом з цим, в ході боїв при Монте-Кассіно радіопропаганда союзників звинувачувала німецьку армію в розкраданні художніх цінностей, що знаходилися в монастирі. Водночас, у ході розслідування з'ясувалося, що шедеври мистецтва (у тому числі творіння Рафаеля, Тіціана, Леонардо да Вінчі), а також мощі Св. Бенедикта були вивезені дивізією „Герман Герінг“ за угодою з абатом Монте-Кассіно для передачі на зберігання до Ватикану. Ченці відслужили подячну месу і презентували прикрашений сувій в ознаменування заслуг з порятунку церковних реліквій.. Через місяць після евакуації монастир був повністю зруйнований ударами британської авіації.
„Боротьба проти партизанських загонів повинна здійснюватися всіма доступними засобами і з максимальною суворістю. Я надам підтримку будь-якому командирові, який у виборі цих засобів і ступені суворості вийде за межі нашої звичайної стриманості“. (з наказу від 17 червня 1944 року).
а) У моєму зверненні до італійців я оголосив тотальну війну партизанам. Ця заява не повинна залишитися порожньою загрозою. Я зобов'язав всіх солдатів і представників військової поліції у разі потреби застосовувати найсуворіші заходи. За будь-яким актом насильства з боку партизанських загонів повинна негайно слідувати відплата.
b) У районах, де партизани з'являються в значній кількості, певний відсоток місцевих жителів чоловічої статі, яка повинна визначатися особливо, слід заарештовувати і в разі здійснення партизанами актів насильства розстрілювати.

## Склад дивізії (полку, бригади, корпусу)
Полк Люфтваффе «Генерал Герінг» (нім. Luftwaffen-Regiments «General Göring»), 1936
- штаб полку (нім. Regimentstab);
- оркестр (нім. Musikkorps);
- 1-й єгерський батальйон (нім. I .Jäger-Bataillon);
- 2-й єгерський батальйон (нім. II .Jäger-Bataillon);
- 3-й єгерський батальйон (нім. III .Jäger-Bataillon);
- 4-й парашутно-стрілецький батальйон (нім. IV. Fallschirmschützen-Bataillon);
- 13-та мотоциклетна рота (нім. 13. Kradschützen-Kompanie);
- кінний взвод (нім. Reiterzug);
- взвод зв'язку (нім. Nachrichtenzug).

Полк Люфтваффе «Генерал Герінг» (нім. Luftwaffen-Regiments «General Göring»), вересень 1939
- штаб полку (нім. Regimentstab);
- оркестр (нім. Musikkorps);
- штабна артилерійська батарея (нім. Stabsbatterie);
- 1-й (важкий) зенітний дивізіон (нім. I.(schwere) Flak-Abteilung);
- 2-й (легкий) зенітний дивізіон (нім. II.(leichte) Flak-Abt);
- 3-й прожекторний дивізіон (нім. III. Scheinwerfer-Abt);
- 4-й (легкий) зенітний дивізіон (нім. IV. (leichte) Flak-Abt);
- вартовий батальйон (нім. Wachbataillon);
- резервний прожекторний дивізіон (нім. Reserve-Scheinwerfer-Abteilung);
- запасний батальйон (нім. Ersatz-Abteilung);
- зенітний дивізіон Ставки фюрера (нім. Fuhrer-Flak-Abteilung).

Бригада Люфтваффе «Герман Герінг» (нім. Luftwaffen-Brigade «Hermann Göring»), вересень 1942
- штаб бригади (нім. Brigadestab);
- штабна рота (нім. Stabskompanie);
- оркестр (нім. Musikkorps);
- піхотний полк «Герман Герінг» (нім. Infanterie Regiment «HG»);
- зенітний полк «Герман Герінг» (нім. Flak-Regiment «HG»);
- вартовий батальйон (нім. Wachbataillon);
- запасний батальйон (нім. Ersatz-Abteilung);
- зенітний дивізіон Ставки фюрера (нім. Fuhrer-Flak-Abteilung).

Дивізія Люфтваффе «Герман Герінг» (нім. Luftwaffen-division «Hermann Göring»), листопад 1942
- штаб дивізії (нім. Divisionstab);
- штабна рота (нім. Stabskompanie);
- оркестр (нім. Musikkorps);
- 1-й гренадерський полк «Герман Герінг» (нім. Grenadier-regiment 1 «HG»);
- 2-й гренадерський полк «Герман Герінг» (нім. Grenadier-regiment 2 «HG»);
- штурмовий парашутний полк «Герман Герінг» (нім. Fallschirmjäger-Sturmregiment «HG»);
- танковий полк «Герман Герінг» (нім. Panzer-Regiment «HG»);
- артилерійський полк «Герман Герінг» (нім. Artillerie-regiment «HG»);
- зенітний полк «Герман Герінг» (нім. Flak-Regiment «HG»);
- розвідувальний батальйон «Герман Герінг» (нім. Aufklarungs-abteilung «HG»);
- танковий саперний батальйон «Герман Герінг» (нім. Panzer-Pionier-Bataillon «HG»);
- танковий батальйон зв'язку «Герман Герінг» (нім. Panzer-Nachrichten-Abteilung «HG»);
- медико-санітарний батальйон «Герман Герінг» (нім. Sanitats-Abteilung «HG»);
- полк забезпечення (нім. Nachschub-Regiment «HG»);
- запасний навчальний полк (нім. Ersatz und Ausbildungs Regiment «HG»);
- вартовий батальйон (нім. Wachbataillon);
- зенітний дивізіон Ставки фюрера (нім. Fuhrer-Flak-Abteilung);
- фельджандармерія (нім. Feldgendarmerietrupp).

Бойова група «Шмід» (нім. Kampfgruppe «Schmid»), березень-травень 1943, знищена в Тунісі
- штаб (нім. Stab);
- танковий полк «Герман Герінг» (нім. Panzer-Regiment «HG»);
- 1-й гренадерський полк «Герман Герінг» (нім. Grenadier-Regiment 1 «HG»);
- зенітний полк «Герман Герінг» (нім. Flak-Regiment «HG»);
- артилерійський полк «Герман Герінг» (нім. Artillerie-Regiment «HG»);
- зведена група 69-го і 104-го танкових гренадерських полків.

Танкова дивізія Люфтваффе «Герман Герінг» (нім. Luftwaffen-Panzer-Division «Hermann Göring»), травень 1943
- штаб дивізії (нім. Divisionsstab);
- штабна рота (нім. Stabskompanie);
- оркестр (нім. Musikkorps);
- танковий полк «Герман Герінг» (нім. Panzer-Regiment «HG»);
- 1-й танковий гренадерський полк «Герман Герінг» (нім. Panzergrenadierregiment 1 «HG»);
- 2-й танковий гренадерський полк «Герман Герінг» (нім. Panzergrenadierregiment 2 «HG»);
- зенітний полк «Герман Герінг» (нім. Flak-Regiment «HG»);
- танковий артилерійський полк «Герман Герінг» (нім. Panzerartillerie-Regiment «HG»);
- танковий саперний батальйон «Герман Герінг» (нім. Panzer-Pionier-Bataillon «HG»);
- танковий батальйон зв'язку «Герман Герінг» (нім. Panzer-Nachrichten-Abteilung «HG»);
- танковий розвідувальний батальйон «Герман Герінг» (нім. Panzer-Aufklarungs-Abteilung «HG»);
- медико-санітарний батальйон «Герман Геринг» (нім. Sanitats-Abteilung «HG»);
- полк забезпечення (нім. Nachschub-Regiment «HG»);
- запасний навчальний полк (нім. Ersatz und Ausbildungs Regiment «HG»);
- вартовий полк (нім. WachRegiment);
- зенітний дивізіон Ставки фюрера (нім. Fuhrer-Flak-Abteilung);
- фельджандармерія (нім. Feldgendarmerietrupp).

Корпус «Герман Герінг»
- Парашутно-танковий корпус люфтваффе «Герман Герінг» (нім. Luftwaffen-Fallschirm-Panzerkorps «Hermann Göring»), жовтень-листопад 1944
- Командування корпусу (нім. Generalkommando);
- Частини корпусного підпорядкування (нім. Korpstruppen):
  - парашутно-танковий штурмовий батальйон «Герман Герінг» (нім. Fallschirm-Panzersturmbataillon «HG»);
  - парашутний зенітний полк «Герман Герінг» (нім. Fallschirm-Flak-Regiment «HG»);
  - корпусний саперний батальйон «Герман Герінг» (нім. Fallschirm-Panzerkorps-Pionier-Bataillon «HG»);
  - корпусний батальйон зв'язку «Герман Герінг» (нім. Fallschirm-Panzerkorps-Nachrichten-Bataillon «HG»);
  - ремонтний батальйон «Герман Герінг» (нім. Instandsetzung-Bataillon «HG»);
  - полк забезпечення (нім. Nachschub-Regiment «HG»);
  - медико-санітарний батальйон «Герман Герінг» (нім. Sanitats-Abteilung «HG»).
- 1-ша парашутно-танкова дивізія «Герман Герінг» (нім. Fallschirm-Panzer-Division 1. «Hermann Göring»):
  - штаб дивізії (нім. Divisionsstab);
  - парашутно-танковий полк «Герман Герінг» (нім. Fallschirm-Panzer-Regiment «HG»);
  - 1-й парашутно-танковий гренадерський полк «Герман Герінг» (нім. Fallschirm-Panzergrenadierregiment 1 «HG»);
  - 2-й парашутно-танковий гренадерський полк «Герман Герінг» (нім. Fallschirm-Panzergrenadierregiment 2 «HG»);
  - 1-й парашутно-танковий артилерійський полк «Герман Герінг» (нім. Fallschirm-Panzerartillerie-Regiment 1 «HG»);
  - 1-й парашутно-танковий саперний батальйон «Герман Герінг» (нім. Fallschirm-Panzer-Pionier-Bataillon 1 «HG»);
  - 1-й парашутно-танковий розвідувальний батальйон «Герман Герінг» (нім. Fallschirm-Panzer-Aufklarungs-Abteilung 1 «HG»);
  - 1-й парашутно-танковий медико-санітарний батальйон «Герман Герінг» (нім. Fallschirm-PanzerSanitats-Abteilung 1 «HG»);
  - 1-й парашутно-танковий фузілерний батальйон «Герман Герінг» (нім. Fallschirm-Panzerfusilier-Bataillon 1 «HG»).
- 2-га парашутна танкова гренадерська дивізія «Герман Герінг» (нім. Fallschirm-Panzergrenadier-Division 2. Hermann Göring):
  - штаб дивізії (нім. Divisionsstab);
  - 3-й парашутно-танковий гренадерський полк «Герман Герінг» (нім. Fallschirm-Panzergrenadierregiment 3 «HG»);
  - 4-й парашутно-танковий гренадерський полк «Герман Герінг» (нім. Fallschirm-Panzergrenadierregiment 4 «HG»);
  - 2-й парашутно-танковий артилерійський полк «Герман Герінг» (нім. Fallschirm-Panzerartillerie-Regiment 2 «HG»);
  - парашутний дивізіон штурмових гармат «Герман Герінг» (нім. Fallschirm-Sturmgeschutz-Abteilung «HG»);
  - 2-й парашутно-танковий саперний батальйон «Герман Герінг» (нім. Fallschirm-Panzer-Pionier-Bataillon 2 «HG»);
  - 2-й парашутно-танковий розвідувальний батальйон «Герман Герінг» (нім. Fallschirm-Panzer-Aufklarungs-Abteilung 2 «HG»);
  - 2-й парашутно-танковий медико-санітарний батальйон «Герман Герінг» (нім. Fallschirm-PanzerSanitats-Abteilung 2 «HG»);
  - 2-й парашутно-танковий фузілерний батальйон «Герман Герінг» (нім. Fallschirm-Panzerfusilier-Bataillon 2 «HG»).
- парашутна танкова навчально-запасна бригада «Герман Герінг» (нім. Fallschirm-Panzer-Ersatz u. Ausbildungsbrigade «HG»);
- батальйон супроводу «Рейхсмаршал Герінг» (нім. Begleit-Bataillon «Reichsmarschall Göring»);
- зенітний дивізіон Ставки фюрера (нім. Fuhrer-Flak-Abteilung);
- оркестр (нім. Musikkorps).

## Командири формування «Герман Герінг»
Поліцейський батальйон спеціального призначення «Векке» (нім. Polizei-Abteilung zbV Wecke), 1933
- Майор поліції Вальтер Векке (23 лютого 1933 — 15 вересня 1933);
- Полковник поліції Вальтер Векке (16 вересня 1933 — 22 грудня 1933).

Група земельної поліції «Генерал Герінг» (нім. Landespolizeigruppe General Göring), 1933-1935
- Полковник поліції Вальтер Векке (23 грудня 1933 — 5 червня 1934);
- Підполковник поліції Фрідріх Віллем Якобі (6 червня 1934 — 1 квітня 1935).

Полк поліції «Генерал Герінг» (нім. Polizei-Regiment «General Göring»), 1935
- Підполковник поліції Фрідріх Віллем Якобі (2 квітня 1935 — 23 вересня 1935)

Полк люфтваффе «Генерал Герінг» (нім. Polizei-Regiment «General Göring»), 1935-1942
- Підполковник Фрідріх Віллем Якобі (24 вересня 1935 — 12 серпня 1936);
- Майор Вальтер фон Акстельм (12 серпня 1936 — 31 грудня 1936);
- Підполковник Вальтер фон Акстельм (1 січня 1937 — 31 січня 1939);
- Полковник Вальтер фон Акстельм (1 лютого 1939 — 31 травня 1940);
- Полковник Пауль Конрат (1 червня 1940 — 14 липня 1942).

Бригада люфтваффе «Герман Герінг» (нім. Luftwaffen-Brigade «Hermann Göring»)), 1942
- Полковник Пауль Конрат (14 липня 1942 — 31 серпня 1942);
- Генерал-майор Пауль Конрат (1 вересня 1942 — 15 жовтня 1942).

Дивізія люфтваффе «Герман Герінг» (нім. Luftwaffen-Division «Hermann Göring»)), 1942-1943
- Генерал-майор Пауль Конрат (16 жовтня 1942 — 20 травня 1943).

Танкова дивізія люфтваффе «Герман Герінг» (нім. Luftwaffen-Panzer-Division «Hermann Göring»)), 1943-1943
- Генерал-майор Пауль Конрат (21 травня 1943 — 31 серпня 1943);
- Генерал-лейтенант Пауль Конрат (1 вересня 1943 — 14 квітня 1944);
- Полковник Вільгельм Шмальц (16 квітня 1944 — 30 квітня 1944).

Парашутно-танкова дивізія «Герман Герінг» (нім. Fallschirm-Panzer-Division «Hermann Göring»)), 1943-1944
- Генерал-майор Вільгельм Шмальц (1 травня 1944 — 30 вересня 1944).

1-ша парашутно-танкова дивізія «Герман Герінг» (нім. Fallschirm-Panzer-Division 1. «Hermann Göring»)), 1944-1945
- полковник Ганс-Горст фон Некер (1 жовтня 1944 — 31 грудня 1944);
- Генерал-майор Ганс-Горст фон Некер (1 січня 1945 — 8 лютого 1945);
- Генерал-майор Макс Лемке (9 лютого 1945 — 8 травня 1945).

2-га парашутно-танкова гренадерська дивізія «Герман Герінг» (нім. Fallschirm-Panzergrenadier-Division 2. «Hermann Göring»)), 1944-1945
- Полковник Еріх Вальтер (1 жовтня 1944 — 31 січня 1945);
- генерал-майор Еріх Вальтер (1 лютого 1945 — 8 травня 1945).

Парашутно-танковий корпус люфтваффе «Герман Герінг» (нім. Luftwaffen-Fallschirm-Panzerkorps Hermann Göring)), 1944-1945
- генерал-майор, з 30 січня 1945 року генерал-лейтенант, Вільгельм Шмальц (4 жовтня 1944 — 8 травня 1945).

## Відео
- Фільми о дивізії «Hermann Goring» на сайті Youtube.com [Архівовано 15 жовтня 2014 у Wayback Machine.] (нім.)
- Die Fallschirm-Panzer Division Hermann Göring — 1943 [Архівовано 27 лютого 2013 у Wayback Machine.] (нім.)
- Panzerdivision Hermann Göring (1943) [Архівовано 7 жовтня 2016 у Wayback Machine.] — YouTube
- Hermann Göring Panzer Division — YouTube